# Odoardo Beccari
Odoardo Beccari (Florence, 16 november 1843 – aldaar, 25 oktober 1920) was een Italiaanse botanicus.
Beccari studeerde aan de Università di Pisa in Pisa en de Università di Bologna in Bologna. Na zijn afstuderen bracht Beccari enkele maanden door in de Royal Botanic Gardens, Kew waar hij Charles Darwin, William Jackson Hooker, Joseph Dalton Hooker en James Brooke, de Radja van Sarawak ontmoette.
In april 1865 vertrok hij vanuit Southampton naar Sarawak op aanraden van James Brooke. In Suez sloten zijn broer Giovanni Beccari en een andere botanicus zich bij hem aan. Zijn metgezellen bleven maar enkele maanden in Sarawak, maar Beccari verbleef er drie jaar. Hij verbleef er in een bungalow met het koninklijk paleis en het oerwoud op loopafstand. Hij exploreerde een groot gedeelte van Borneo waarbij hij onder andere Brunei aandeed. Ook bezocht hij Nieuw-Guinea en Maleisië. Hij had gedurende zijn exploraties vele planten verzameld, maar tevens schelpdieren, vlinders en andere insecten en huiden van orang-oetans. Hij had meerdere planten aangetroffen, waaronder Rafflesia en de ingerolde palmvaren (Cycas circinalis). Ook vond hij een lichtgevende schimmel die genoeg licht gaf om een krant in het donker te kunnen lezen. Hij hield zich echter vooral bezig met het onderzoek naar palmen. In 1868 keerde hij terug naar Florence.
Vanuit Florence vertrok Beccari naar Ethiopië om daar onderzoek te doen. In 1872 ging hij weer naar Nieuw-Guinea, deze keer in het gezelschap van ornitholoog Luigi D'Albertis. Hij onderzocht vele eilanden tussen Nieuw-Guinea en Indonesië, voordat hij in 1876 terugkeerde naar Florence. In 1877 vertrok hij alweer, dit keer naar Australië. Op zijn terugtocht in 1878 via Sumatra ontdekte hij Amorphophallus titanum.
Beccari trouwde in 1882 en werd de vader van vier zonen. Hij hield zich in zijn verdere leven bezig met de taxonomie van palmen en publiceerde over palmen uit Azië, Cuba, Madagaskar en de eilanden in de Grote Oceaan.
Hij heeft meerdere plantensoorten ontdekt en beschreven, waaronder een groot aantal palmensoorten. Verschillende genera zijn naar hem vernoemd, waaronder Beccarinda (Gesneriaceae) en Beccariophoenix, een monotypisch palmengeslacht dat endemisch is op Madagaskar. Ook zijn meerdere soorten naar hem vernoemd.

## Selectie van publicaties
- Palme del Madagascar descritte ed illustrate, 1912-1914 (Palmen van Madagaskar, beschreven en geïllustreerd)
- Contributo alla conoscenza della palma a olio (Elaeis guineensis), 1914 (Bijdrage aan de kennis van de oliepalm (Elaeis guineensis))
- Malesia; raccolta di osservazioni botaniche intorno alle piante dell'arcipelago Indo-Malese e Papuano pubblicata da Odoardo Beccari, destinata principalmente a descrivere ed illustrare le piante da esso raccolte in quelle regioni durante i viaggi eseguiti dall'anno 1865 all'anno 1878, 1916 (Maleisië, biologische observaties van de planten van Maleisië en Papoea-Nieuw-Guinea, gepubliceerd door Odoardo Beccari, primair met de intentie om de planten verzameld in deze regio gedurende expedities tussen de jaren 1865 en 1878 te beschrijven en te illustreren)
- Il genere Cocos Linn. e le palme affini, 1916 (De geslachten van de kokospalm en verwante palmen)
- Odorado Beccari & Joseph Rock: A monographic study of the genus Pritchardia, 1921
- Nuova Guinea: Selebes e Molucche: diarii di viaggio, 1924, (Nieuw-Guinea, Celebes en de Molukken: dagboek en reizen)
- Nelle foreste di Borneo: viaggi e ricerche di un naturalista, 1982 (In de wouden van Borneo: reizen en onderzoeken van een natuurvorser)